# Nectriopsis
Nectriopsis är ett släkte av svampar. Nectriopsis ingår i familjen Bionectriaceae, ordningen köttkärnsvampar, klassen Sordariomycetes, divisionen sporsäcksvampar och riket svampar.
| Nectriopsis | \| \| Nectriopsis broomeana \| \| \| \| \| \| Nectriopsis exigua \| \| \| \| \| \| Nectriopsis tremellicola \| \| \| \| \| \| Nectriopsis tubariicola \| \| \| \| \| \| Nectriopsis violacea \| \| \| \| \| \| Nectriopsis hirsuta \| \| \| \| \| \| Nectriopsis hyperbiota \| \| \| \| \| \| Nectriopsis lasiodermopsis \| \| \| \| \| \| Nectriopsis microthecia \| \| \| \| \| \| Nectriopsis oropensoides \| \| \| \| \| \| Nectriopsis perpusilla \| \| \| \| \| \| Nectriopsis puiggarii \| \| \| \| \| \| Nectriopsis septofusidiae \| \| \| \| \| \| Nectriopsis sibicola \| \| \| \| \| \| Nectriopsis sororicola \| \| \| \| \| \| Nectriopsis sporangiicola \| \| \| \| \| \| Nectriopsis squamulosa \| \| \| \| \| \| Nectriopsis candicans \| \| \| \| \| \| Nectriopsis indigens \| \| \| \| \| \| Nectriopsis lecanodes \| \| \| \| \| \| Nectriopsis parmeliae \| \| \| \| \| \| Nectriopsis rubefaciens \| \| \| \| |
|             | \| \| Nectriopsis broomeana \| \| \| \| \| \| Nectriopsis exigua \| \| \| \| \| \| Nectriopsis tremellicola \| \| \| \| \| \| Nectriopsis tubariicola \| \| \| \| \| \| Nectriopsis violacea \| \| \| \| \| \| Nectriopsis hirsuta \| \| \| \| \| \| Nectriopsis hyperbiota \| \| \| \| \| \| Nectriopsis lasiodermopsis \| \| \| \| \| \| Nectriopsis microthecia \| \| \| \| \| \| Nectriopsis oropensoides \| \| \| \| \| \| Nectriopsis perpusilla \| \| \| \| \| \| Nectriopsis puiggarii \| \| \| \| \| \| Nectriopsis septofusidiae \| \| \| \| \| \| Nectriopsis sibicola \| \| \| \| \| \| Nectriopsis sororicola \| \| \| \| \| \| Nectriopsis sporangiicola \| \| \| \| \| \| Nectriopsis squamulosa \| \| \| \| \| \| Nectriopsis candicans \| \| \| \| \| \| Nectriopsis indigens \| \| \| \| \| \| Nectriopsis lecanodes \| \| \| \| \| \| Nectriopsis parmeliae \| \| \| \| \| \| Nectriopsis rubefaciens \| \| \| \| |
|             | Pronectria |
|             | |
|             | Didymostilbe |
|             | |
|             | Clonostachys |
|             | |
|             | Nectriella |
|             | |
|             | Trichonectria |
|             | |
|             | Lasionectria |
|             | |
|             | Ijuhya |
|             | |
|             | Bionectria |
|             | |
|             | Aphanotria |
|             | |
|             | Bryonectria |
|             | |
|             | Paranectria |
|             | |
|             | Gracilistilbella |
|             | |
|             | Hydropisphaera |
|             | |
|             | Stilbocrea |
|             | |
|             | Protocreopsis |
|             | |
|             | Stephanonectria |
|             | |
|             | Rhopalocladium |
|             | |
|             | Stanjemonium |
|             | |
|             | Peristomialis |
|             | |
|             | Heleococcum |
|             | |
|             | Globonectria |
|             | |
|             | Bryocentria |
|             | |
|             | Vesicladiella |
|             | |
|             | Kallichroma |
|             | |
|             | Leucosphaerina |
|             | |
|             | Stromatocrea |
|             | |
|             | Peloronectriella |
|             | |
|             | Mycocitrus |
|             | |
|             | Albosynnema |
|             | |
|             | Sesquicillium |
|             | |
|             | Roumegueriella |
|             | |
|             | Peethambara |
|             | |
|             | Mycoarachis |
|             | |
|             | Dimerosporiella |
|             | |
|             | Dendrodochium |
|             | |
|             | Selinia |
|             | |
|             | Clibanites |
|             | |
|             | Bulbithecium |
|             | |
|             | Nectriopsis broomeana |
|             | |
|             | Nectriopsis exigua |
|             | |
|             | Nectriopsis tremellicola |
|             | |
|             | Nectriopsis tubariicola |
|             | |
|             | Nectriopsis violacea |
|             | |
|             | Nectriopsis hirsuta |
|             | |
|             | Nectriopsis hyperbiota |
|             | |
|             | Nectriopsis lasiodermopsis |
|             | |
|             | Nectriopsis microthecia |
|             | |
|             | Nectriopsis oropensoides |
|             | |
|             | Nectriopsis perpusilla |
|             | |
|             | Nectriopsis puiggarii |
|             | |
|             | Nectriopsis septofusidiae |
|             | |
|             | Nectriopsis sibicola |
|             | |
|             | Nectriopsis sororicola |
|             | |
|             | Nectriopsis sporangiicola |
|             | |
|             | Nectriopsis squamulosa |
|             | |
|             | Nectriopsis candicans |
|             | |
|             | Nectriopsis indigens |
|             | |
|             | Nectriopsis lecanodes |
|             | |
|             | Nectriopsis parmeliae |
|             | |
|             | Nectriopsis rubefaciens |
|             | |

|  | Nectriopsis broomeana      |
|  |                            |
|  | Nectriopsis exigua         |
|  |                            |
|  | Nectriopsis tremellicola   |
|  |                            |
|  | Nectriopsis tubariicola    |
|  |                            |
|  | Nectriopsis violacea       |
|  |                            |
|  | Nectriopsis hirsuta        |
|  |                            |
|  | Nectriopsis hyperbiota     |
|  |                            |
|  | Nectriopsis lasiodermopsis |
|  |                            |
|  | Nectriopsis microthecia    |
|  |                            |
|  | Nectriopsis oropensoides   |
|  |                            |
|  | Nectriopsis perpusilla     |
|  |                            |
|  | Nectriopsis puiggarii      |
|  |                            |
|  | Nectriopsis septofusidiae  |
|  |                            |
|  | Nectriopsis sibicola       |
|  |                            |
|  | Nectriopsis sororicola     |
|  |                            |
|  | Nectriopsis sporangiicola  |
|  |                            |
|  | Nectriopsis squamulosa     |
|  |                            |
|  | Nectriopsis candicans      |
|  |                            |
|  | Nectriopsis indigens       |
|  |                            |
|  | Nectriopsis lecanodes      |
|  |                            |
|  | Nectriopsis parmeliae      |
|  |                            |
|  | Nectriopsis rubefaciens    |
|  |                            |

## Bildgalleri

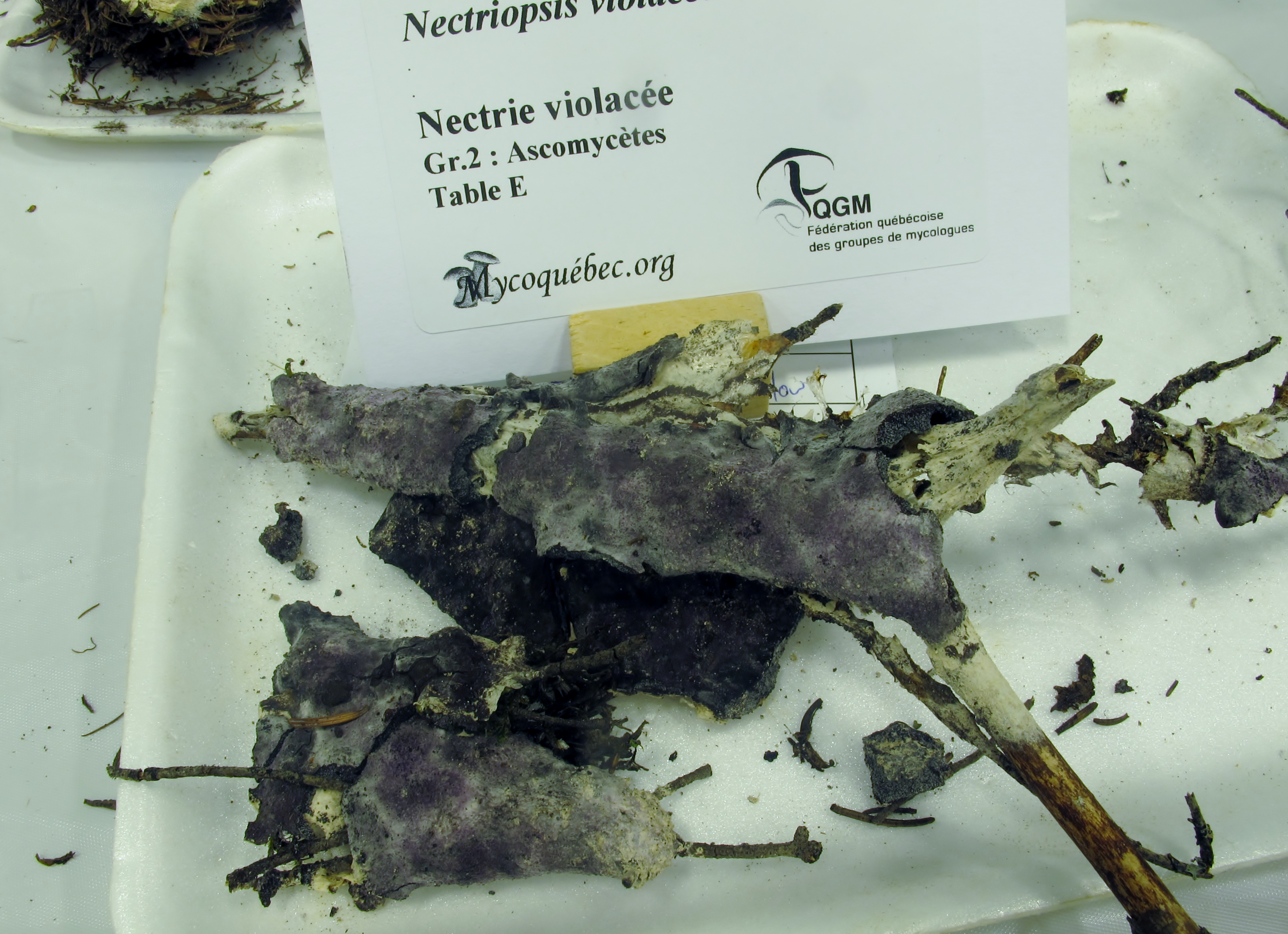